# Anne Rice
Anne Rice, pseud. Anne Rampling i A.N. Roquelaure, właśc. Howard Allen Frances O’Brien (ur. 4 października 1941 w Nowym Orleanie, zm. 11 grudnia 2021 w Rancho Mirage) – amerykańska autorka głównie literatury grozy, autorka bestsellerowego cyklu Kroniki wampirów, który wywarł duży wpływ na subkulturę gotycką. Żona poety i malarza Stana Rice’a, matka pisarza Christophera Rice’a.

## Życiorys

### Dzieciństwo
Urodziła się i spędziła większość życia w Nowym Orleanie w stanie Luizjana, który stał się tłem wielu jej powieści. Rodzice – Katherine i Howard O’Brienowie – nazwali ją Howard, po ojcu. Imię Anne przyjęła pierwszego dnia w szkole, kiedy została zapytana o imię. Jej matka, która była przy tym obecna, zaakceptowała wybór córki i nie poprawiła jej. Katherine, jak na owe czasy kobieta bardzo wykształcona, nie chciała w żaden sposób ograniczać swoich dzieci. Pozwalała im nawet rysować po ścianach. Dała mi tyle wspaniałych rzeczy, mówi Anne, ale najbardziej cenię sobie to, że obdarzyła mnie wiarą w samą siebie, w to, że mogę dokonać wielkich rzeczy. Obdarzyła mnie poczuciem nieskończonej mocy. Matka Anne opowiadała swoim córkom niezliczone, fantastyczne historie, a także opowiadała o książkach i filmach, z którymi się zapoznała. Zaciekawiła je także pisarstwem Dickensa, który stał się ulubionym autorem pisarki. Anne miała bardzo bujną wyobraźnię, której dawała upust pisząc sztuki dla siebie i swoich sióstr. Spacerując po Nowym Orleanie często zaglądała do starych, opuszczonych domostw w nadziei, że natknie się tam na ducha. Była wychowana przez matkę jako katoliczka i mocno wierzyła w Boga. Modliła się w swoim małym oratorium urządzonym w nieużywanej łazience na tyłach domu. Chciała wtedy zostać zakonnicą.
W 1942 Howard zaciągnął się na trzy lata do wojska pozostawiając żonę samą z dwójką małych dzieci, Anne i Alice. Katherine przyzwyczajona do dużego statusu społecznego i komfortu materialnego, nie poradziła sobie z trudną sytuacją finansową rodziny. Popadła w alkoholizm. Nie pomógł jej nawet powrót męża z wojny. Zmarła na wylew w lipcu 1956. Piętnastoletnia Anne musiała zająć się domem oraz dwiema młodszymi od siebie siostrami, Tamarą i Karen.
Ojciec Anne ożenił się powtórnie w 1958 i z powodu przeniesienia przeprowadził się do Richardson w stanie Teksas. Tam też Anne zaczęła uczęszczać do świeckiego liceum. Poznała tam swojego przyszłego męża Stana Rice, który jednak nie wykazywał większego zainteresowania jej osobą. Wychowana w szkole katolickiej, w której obowiązywała cenzura literatury, zaczytywała się, wbrew nakazom swego ojca, w filozofii egzystencjalnej. Poznała dzieła pisarzy takich jak Hemingway czy Woolf. Przed ukończeniem liceum przestała wierzyć w Boga.

### Studia
Uczęszczała na studia w Texas Women’s College w Denton, lecz po roku porzuciła je by wraz ze swoją współlokatorką, Ginny, przenieść się do San Francisco i rozpocząć pracę w firmie ubezpieczeniowej. Stan po ukończeniu liceum (rok później) pojechał za nią do Denton, ale Anne już tam nie było. Zaczęli ze sobą korespondować. W 1961 Stan oświadczył się w nietypowy sposób – wysyłając jej telegram. Ślub odbył się 14 października 1961 w Teksasie. W rok później, po zakończonych studiach Stana, przenieśli się do San Francisco, gdzie oboje kontynuowali naukę. Anne studiowała nauki polityczne, chociaż w dalszym ciągu chciała zostać pisarką.
Po uzyskaniu tytułu magistra (rok 1964, Stan ukończył wtedy wydział Twórczego Pisania) Anne postanowiła popracować nad swoim warsztatem pisarskim i zaczęła pisać jedno opowiadanie dziennie. Pamiętając z czasów dzieciństwa opowieści matki o wampirach, Anne umieściła w jednym z nich postać młodego reportera przeprowadzającego wywiad z wampirem. Pisarka opublikowała w tym okresie swoje pierwsze opowiadanie Czwarty października, 1948 oraz pierwszy rozdział minipowieści Nicholas i Jean w magazynie uniwersyteckim o nazwie Transfer. Pozostałe opowiadania wylądowały w szufladzie.
W 1966 państwu Rice urodziła się córka, Michelle. Stan wykładał w tym czasie na wydziale Twórczego Pisania Uniwersytetu Stanowego, a Anne była na studiach pomagisterskich i przesiadywała w bibliotekach szukając tematów, które mogły przynieść jej pomysły na powieść. W 1969 państwo Rice przeprowadzili się do Berkeley. Kiedy Michelle miała 4 lata, wykryto u niej ostrą postać białaczki. W tym okresie Stan otrzymał 5000 dolarów z National Endowment for the Arts, które pozwoliły państwu Rice na zabranie jej do Disneylandu. Małżeństwo chwytało się wszelkich sposobów, w tym leków eksperymentalnych. Pomimo to Michelle zmarła kilka tygodni przed swoimi szóstymi urodzinami. Jej rodzice zaczęli topić smutki w alkoholu, jednak Anne nie poddała się całkowicie rozpaczy. Skończywszy studia pomagisterskie, podjęła pracę jako korektorka w wydawnictwie prawniczym, jednak wciąż wierzyła, że jej powołaniem jest pisarstwo. Wtedy mąż poradził jej zajęcie się pisaniem na poważnie.

### Kariera pisarska
Sięgnęła do szuflady i znalazła opowiadanie o wampirze opowiadającym w wywiadzie o swoim ciężkim nieśmiertelnym życiu. Zaczęła je rozwijać. Nadała głównemu bohaterowi imię Louis i zaczęła rozwijać wątek jego śmiertelnej przeszłości. Kiedy dotarła do momentu, w którym traci on brata, powróciła rozpacz po stracie córki. Spoglądanie oczami Louisa pozwoliło mi pisać o życiu w sposób w jaki nie byłoby to możliwe w zwykłej, współczesnej powieści. W takiej formie nie mogłabym przedstawić mojego życia w wiarygodny sposób. Nie wiedziałam, jak mogłabym go użyć. Gdy już porzuciłam to wyzwanie i zaczęłam pisać Wywiad z wampirem, wszystko to wskoczyło na swoje miejsce. Mogłam opisywać rzeczywistość poprzez fantazję. Pisała przeważnie w nocy, ukończyła pracę w przeciągu pięciu tygodni. Długo nie mogła znaleźć wydawcy swojego dzieła. W końcu, w 1974 roku na konferencji pisarskiej w Squaw Valley, poznała agentkę, Phyllis Seidel, której udało się sprzedać powieść wydawnictwu Knopf. Książka ukazała się w maju 1976 i w ciągu pierwszego roku sprzedaży zarobiła prawie milion dolarów. Wkrótce Paramount Pictures kupił prawa do jej zekranizowania za 150 tys. dolarów, za które państwo Rice odbyli podróż po Europie, Egipcie i Port-au-Prince. Anne Rice została autorką scenariusza do tego filmu.
Wbrew oczekiwaniom, jej druga książka nie była kontynuacją Wywiadu z wampirem, ale opowieścią o ludziach zamieszkujących Nowy Orlean przed wojną secesyjną (The Feast of All Saints). Podczas pisania tej książki zaszła kolejny raz w ciążę. 11 marca 1978 urodził się jej syn, Christopher. Akcję kolejnej książki (Krzyk w niebiosa) osadziła w osiemnastowiecznych Włoszech, opowiada ona o środowisku kastratów. Żadna z tych powieści nie powtórzyła sukcesu Wywiadu z wampirem. Anne Rice postanowiła wtedy spróbować swych sił w literaturze erotycznej. Powstały dwa pierwsze tomy trylogii o Śpiącej Królewnie: Przebudzenie Śpiącej Królewny oraz Kara dla Śpiącej Królewny. Cała trylogia została wydana pod pseudonimem A.N. Roquelaure. Jestem dumna z książek o Królewnie, mówi autorka, i jestem z nich zadowolona. Dokonałam [w nich] tego, czego chciałam.
Spod pióra Rice wyszły jeszcze dwie powieści erotyczne: Ucieczka do Edenu oraz Belinda, obie opublikowane pod pseudonimem Anne Rampling. Druga z nich przypomina nieco jedną z ulubionych książek Rice – Lolitę Nabokova.
W 1985, po 9 latach od ukazania się Wywiadu z wampirem, liczni fani opowieści o Louisie doczekali się kontynuacji. Tym razem Rice uczyniła narratorem nie Louisa, lecz Lestata – jego wampirzego ojca. Lestat to marzenie o mężczyźnie, z którym chciałabym być, twierdzi Rice. Jednak pisarka kierowała się nie tylko tym podczas kreowania postaci Lestata. Od samego początku postać oparta była na Stanie, osobie, która stała się artystą samoukiem, samoukiem-intelektualistą i poetą. To Stan-ateista, mówiący do mnie „Louisie-katoliku, na co ci te wszystkie bzdury? Żyj, spojrzyj na życie wokoło, sięgnij po nie, to wszystko należy do ciebie! Nie rozpaczaj nad systemem, który mógłby równie dobrze w ogóle nie istnieć, albo religią, która umarła, nie szukaj Boga i Diabła, by wytłumaczyć rzeczy. Spójrz na to, co masz przed nosem”. Na tym właśnie się opierałam, wcielając się w tę postać.
W 1989 roku, podczas prac nad Godziną czarownic, Rice powróciła do Nowego Orleanu. W 1993 nabyła tam budynek byłego katolickiego sierocińca Św. Elżbiety, który pojawia się w jej powieściach. Kilka lat później sprzedała budowlę.
W 2001 powstał kolejny film na podstawie wampirzej prozy Rice. Królowa potępionych łączy wątki dwóch kolejnych, po Wywiadzie z wampirem, części cyklu Kroniki wampirów: Wampira Lestata oraz Królowej Potępionych. Jednak tym razem producent odmówił zatrudnienia pisarki nawet w charakterze konsultantki.
9 grudnia 2002 po roku walki z guzem mózgu zmarł mąż Anne, poeta i malarz, Stan Rice. Do końca pracował – malował, pisał. Wiele z jego prac można odnaleźć w powieściach Anne, szczególnie w Kronikach wampirów.

### Huragan Katrina
W marcu 2005 roku Anne Rice ewakuowała się wraz z najbliższą rodziną z Nowego Orleanu do San Diego w Kalifornii. Działanie strony domowej autorki zostało wstrzymane, a na jej stronie głównej ukazywały się informacje dotyczące huraganu i jego skutków oraz losów jej rodziny i domu. Obecnie informacje te zostały przeniesione na jedną z podstron.

### Powrót do katolicyzmu
Rice, określająca się przez większość swojego dorosłego życia jako ateistka, w 1998 powróciła do wiary rzymskokatolickiej, której nie praktykowała od osiemnastego roku życia. W październiku 2005, kiedy ponownie wstąpiła do Kościoła, Rice ogłosiła na łamach Newsweeka, że będzie pisać tylko dla Pana. Zapowiedziała też powieść Chrystus Pan: Wyjście z Egiptu, mającą być pierwszą częścią trylogii opowiadającej życie Chrystusa.
W wywiadzie dla Christianity Today (nazwanym Wywiad ze skruszoną) Rice ogłosiła, iż nie napisze już nigdy żadnego wampirycznego opowiadania. Nigdy się nie cofnę. Nawet jeśli by mówili 'Będziesz spłukana; musisz napisać jeszcze jedną książkę o wampirach’, odmówiłabym. Nie mam wyboru, byłabym bezgranicznie głupia odwracając się tak od Boga.
Część fanów zszokowała wiadomość o jej religijnym i literackim nawróceniu, karcąc ją na ramach magazynów, blogów oraz w recenzjach czytelników w sieci. Rice odpowiedziała w poście na Amazon.com: I tak – nie będzie następnych części „Kronik”! Dzięki Bogu!.
Pytanie czy Rice będzie nadal wspierać liberalne sprawy, jak LGBT (jej syn Christopher otwarcie przyznaje się do bycia gejem) było przedmiotem sporej dyskusji; sama pisarka mówiła, że postawa jej syna wobec homoseksualizmu była czymś, z czym długo borykała się, kiedy podejmowała decyzję o nawróceniu. Rice pozostaje zwolenniczką praw dla homoseksualistów oraz prawa do uczestniczenia przez nich w obrzędach religijnych.

### Rozstanie z katolicyzmem
28 lipca 2010 roku Anne Rice ogłosiła w Internecie, że rozstaje się z zorganizowaną religią chrześcijańską, jednocześnie nie porzucając wiary w Boga objawionego w Chrystusie.

### Śmierć
Anne Rice zmarła 11 grudnia 2021 roku, w wieku osiemdziesięciu lat, wskutek komplikacji po udarze mózgu. Informację o jej śmierci przekazał jej syn, Christopher, za pośrednictwem mediów społecznościowych.

## Publikacje

### Cykle

#### CyklKroniki wampirów
1. 1976 Wywiad z wampirem (Interview with the Vampire)
2. 1985 Wampir Lestat (The Vampire Lestat)
3. 1988 Królowa potępionych (The Queen of the Damned)
4. 1992 Opowieść o złodzieju ciał (The Tale of the Body Thief)
5. 1995 Memnoch Diabeł (Memnoch The Devil)
6. 1998 Wampir Armand (The Vampire Armand)
7. 2000 Merrick
8. 2001 Krew i złoto (Blood and Gold)
9. 2002 Posiadłość Blackwood (Blackwood Farm)
10. 2003 Krwawy kantyk (Blood Canticle)
11. 2014 Książę Lestat(inne języki) (Prince Lestat)
12. 2016 Prince Lestat and the Realms of Atlantis[3]

#### CyklNowe kroniki wampirów
1. 1998 Pandora
2. 1999 Wampir Vittorio (Vittorio the Vampire)

#### CyklDzieje czarownic z rodu Mayfair(inne języki)
1. 1990 Godzina czarownic(inne języki) (The Witching Hour)
2. 1993 Lasher(inne języki)
3. 1994 Taltos(inne języki)

#### CyklŚpiąca Królewna(pod pseudonimem A.N. Roquelaure)
1. 1983 Przebudzenie Śpiącej Królewny (The Claiming of Sleeping Beauty)
2. 1984 Kara dla Śpiącej Królewny (Beauty’s Punishment)
3. 1985 Wyzwolenie Śpiącej Królewny (Beauty’s Release)
4. 2015 Beauty’s Kingdom

#### TrylogiaChrystus Pan
1. 2005 Chrystus Pan. Wyjście z Egiptu(inne języki) (Christ the Lord: Out of Egypt)
2. 2008 Chrystus Pan. Droga do Kany(inne języki) (Christ the Lord: Road to Cana)
3. –––– Christ the Lord: The Kingdom of Heaven (w przygotowaniu)

#### CyklCzas aniołów(Songs of the Seraphim)
1. 2009 Pokuta (Angel Time)
2. 2010 Kuszenie (Of Love and Evil)

#### CyklKroniki Daru Wilka(The Wolf Gift Chronicles)
1. 2012 Dar wilka (The Wolf Gift)
2. 2013 Wilcze przesilenie (The Wolves Of Midwinter)

### Pozostałe powieści
- 1979 Uczta Wszystkich Świętych (The Feast of All Saints)
- 1982 Krzyk w niebiosa (Cry to Heaven)
- 1985 Ucieczka do Edenu (Exit to Eden) (jako Anne Rampling)
- 1986 Belinda (jako Anne Rampling)
- 1989 Mumia(inne języki) (The Mummy: or Ramses the Damned)
- 1996 Sługa kości(inne języki) (Servant of the Bones)
- 1997 Skrzypce(inne języki) (Violin)

### Inne
- 2009 Called Out of Darkness: A Spiritual Confession (autobiografia)

### Opowiadania
- 1965 October 4th, 1948
- 1966 Nicholas and Jean
- 1982 The Master of Rampling Gate